# Los Cabos Open 2025
Il Los Cabos Open 2025, conosciuto come Mifel Tennis Open by Telcel Oppo per motivi di sponsorizzazione, è un torneo di tennis che si gioca sul cemento all'aperto. Sarà la 9ª edizione del torneo facente parte della categoria ATP Tour 250 nell'ambito dell'ATP Tour 2025. Il torneo si gioca alla Delmar International School di Cabo del Mar, in Messico, dal 14 al 19 luglio 2025.

## Partecipanti

### Teste di serie
| Nazionalità | Giocatore                   | Ranking* | Testa di serie |
| ----------- | --------------------------- | -------- | -------------- |
|             | Andrej Rublëv               | 14       | 1              |
| Spagna      | Alejandro Davidovich Fokina | 27       | 2              |
| Canada      | Denis Shapovalov            | 30       | 3              |
| Francia     | Quentin Halys               | 46       | 4              |
| Germania    | Daniel Altmaier             | 57       | 5              |
| Cina        | Bu Yunchaokete              | 71       | 6              |
| Stati Uniti | Aleksandar Kovacevic        | 76       | 7              |
| Australia   | Adam Walton                 | 90       | 8              |

* Ranking al 30 giugno 2025.

### Altri partecipanti
I seguenti giocatori hanno ricevuto una wildcard per il tabellone principale:
- Luis Carlos Álvarez
- Alex Hernández
- Rodrigo Pacheco Méndez

I seguenti giocatori sono entrati nel tabellone principale passando dalle qualificazioni:

- Alan Magadán
- Nicolás Mejía
- Govind Nanda
- Wu Yibing

### Ritiri
Prima del torneo
- Borna Ćorić → sostituito da  Emilio Nava
- Rinky Hijikata → sostituito da  Colton Smith
- Brandon Holt → sostituito da  James McCabe
- Jaume Munar → sostituito da  Alibek Kachmazov
- Lorenzo Musetti → sostituito da  Mitchell Krueger
- Brandon Nakashima → sostituito da  Juan Pablo Ficovich
- Yoshihito Nishioka → sostituito da  Tristan Schoolkate
- Cameron Norrie → sostituito da  Adrian Mannarino
- Ethan Quinn → sostituito da  James Duckworth
- Jordan Thompson → sostituito da  Hady Habib

## Partecipanti al doppio

### Teste di serie
| Nazione     | Giocatore          | Nazione     | Giocatore       | Ranking* | Testa di serie |
| ----------- | ------------------ | ----------- | --------------- | -------- | -------------- |
| Francia     | Sadio Doumbia      | Francia     | Fabien Reboul   | 49       | 1              |
| Stati Uniti | Christian Harrison | Stati Uniti | Rajeev Ram      | 57       | 2              |
| Stati Uniti | Nathaniel Lammons  | Stati Uniti | Jackson Withrow | 60       | 3              |
| Australia   | Matthew Ebden      | Australia   | John Peers      | 73       | 4              |

* Ranking al 30 giugno 2025.

### Altri partecipanti
Le seguenti coppie di giocatori hanno ricevuto una wildcard per il tabellone principale:
- Nicolás Mejía /  Rodrigo Pacheco Méndez
- Manuel Sánchez /  Bernard Tomic

### Ritiri
Prima del torneo
- Yuki Bhambri /  Michael Venus → sostituiti da  Hans Hach Verdugo /  Cristian Rodríguez
- Alexander Erler /  Robert Galloway → sostituiti da  Jamie Cerretani /  Theodore Winegar
- Rinky Hijikata /  Adam Walton → sostituiti da  James Duckworth /  Adam Walton
- Mackenzie McDonald /  David Stevenson → sostituiti da  Niki Kaliyanda Poonacha /  Jeevan Nedunchezhiyan
- Nikola Mektić /  Rajeev Ram → sostituiti da  Christian Harrison /  Rajeev Ram

## Punti
| Evento    | V   | F   | SF  | QF | 2T   | 1T | Q    | Q2   | Q1   |
| Singolare | 250 | 165 | 100 | 50 | 25   | 0  | 13   | 7    | 0    |
| Doppio    | 250 | 150 | 90  | 45 | N.D. | 0  | N.D. | N.D. | N.D. |

## Montepremi
| Evento    | V         | F        | SF       | QF       | 2T       | 1T      | Q2      | Q1      |
| Singolare | $ 139 190 | $ 81 195 | $ 47 740 | $ 26 665 | $ 16 065 | $ 9 815 | $ 4 910 | $ 2 675 |
| Doppio*   | $ 48 360  | $ 25 880 | $ 15 170 | $ 8 480  | N.D.     | $ 5 000 | N.D.    | N.D.    |

*per team